# 杖と剣のウィストリア
『杖と剣のウィストリア』（つえとつるぎのウィストリア）は、大森藤ノ（原作）、青井聖（作画）による日本の漫画作品。『別冊少年マガジン』（講談社）にて2021年1月号から連載中。
魔法を使えないが強い力と卓越した剣技を持つ主人公が、幼き日の約束を果たすため、魔法絶対至上主義の世界で塔の頂を目指すファンタジー。
連載開始時には松岡禎丞が声を担当するPVが公開された。2025年6月時点で部数が250万部を突破している。
2024年7月には前日譚となる『杖と剣のウィストリア グリモアクタ -始まりの涙-』がGA文庫（SBクリエイティブ）より刊行された。

## ストーリー
一人前の魔導士を目指して、リガーデン魔法学院に入学したウィル・セルフォルト。努力家のウィルには、魔導士として致命的な弱点があり、それは魔法が全く使えないことである。それ故に、同級生や教師からは「無能者」呼ばわりされて辛い日々を送るが、ウィルはそれでも強い気持ちで邁進していく。

これは、一人の少年が世界を変える物語であり、「杖」と「剣」が交わる「魔剣譚（ウィストリア）」である。

## 登場人物

### 主要人物
声の項はテレビアニメ版の声優。
ウィル・セルフォルト
声 - 天崎滉平、日向未南（幼少期）
本作の主人公。種族はリザンス。捨て子であるため、孤児院で育った。魔法学院六年生。エルファリアと塔の頂で再会するという約束を胸に、魔法学院に通っている。学院ではコレットなどの親交を持つ女性は何人か存在するが、基本的にエルファリアの事しか異性として意識していない模様。魔法至上の世界において、魔法が使えない「無能者」と呼ばれる少年。この世界の常識である「杖」を用いての魔法は一切行使できないが、類まれなる超人的な身体能力で「剣」を振るう「戦士」であり異端児。
魔法が使えないとされているがそれは正しくなく、彼の身には唯一無二の「勇気」の魔法が宿っている。これは「剣」を用いて行使される彼だけの魔法であり、剣に魔法を装填する「魔剣（ウィース）」こそがウィル本来の魔法の在り方。本来彼にとって杖とは無用の長物であり、学院で彼が受けている授業とは、言ってしまえば「剣士」が杖を持って「魔法使い」の真似事を行っているのに過ぎないため、彼にはそもそもやり方が合っていなかった。この魔法は強力だが、体に対しての負荷が大きく、未成熟な幼少期にエルファリアを救うため魔剣を発動させた際には、代償に記憶の欠損が起こって当時の詳細を忘れており、そのために魔法が使えない（正確には使い方が分からない）無能者となっていた。
この魔法は、他者の魔法を剣で受けて己に取り込む「装塡」と、出力は落ちるが自身の身に記憶された魔法を想起して装填する「想塡」の二つが基本的な使い方で、取り込む事さえ出来ればあらゆる属性の魔法を扱える。だが、境界祭で起こった襲撃事件で一度だけ使えた、髪の毛が白銀となり、雷速で動き莫大な膂力を発揮する身体強化魔法のような力「白銀解放（リミット・オフ）」や、シェイドとの戦いで意識を失ったまま闇魔法を喰って発動した抜剣召喚（ロードバースト）「黒覇（メルギトール）」といった基本の二つとは異なる使い方も確認されている。また、この力を見たキャリオットは、伝承に記された世界を始めた「始源の鍵」である「第五源素」と、アロンは魔女王が誓いし「杖」と「剣」と述懐した。
境界祭襲撃事件で見せた「剣」の魔法と、壊滅の危機にあった都を救った功績により、ついに念願の塔へと登ることができた。そこでも氷の派閥への所属を巡って紆余曲折があったが、最終的にゼオが率いる雷の派閥に所属させられることになってしまった。
「破滅の書」所属の闇魔導士シェイドが、戦いで気を失ったウィルを傀儡にしようと彼の記憶に潜った際に、幼少期だけでなくもっと多くの記憶が穴だらけな状態である事が判明。更に記憶の深淵にある起源には「魔女王メルセデス」の姿と天井を埋め尽くす花と玉座が存在し、彼女の手によって侵入者であるシェイドは強制的に排除された。またシェイドが現実に帰還した後も、意識を失ったまま動くウィルの右眼にはメルセデスの右眼と同じ紋様が浮かび上がっていた。
エルファリア・アルヴィス・セルフォルト
声 - 関根明良
本作のヒロインでウィルの幼なじみ。愛称はエルフィ。種族はリザンス。史上最年少となるわずか15歳で至高の五杖に上り詰めた、飛びぬけた魔法の才能を持つ天才少女。ウィルと同じく捨て子であり、同じ孤児院で物心ついた時からずっと彼と一緒に育ってきた。初恋相手はウィルで幼少期からずっと変わらず想い続けている。
氷の派閥を率いる「氷姫の杖（アルヴィス・ヴィーナ）」と呼ばれる至高の五杖（マギア・ヴェンデ）の一人。「深窓の氷姫」の異名を持ち、水と氷に関する全ての魔法を使いこなす。また魔導士の中でも随一の魔法発動速度を誇る。「十二の氷秘法（エル・グラス・フロース）」と呼ばれる自身が創造した十二の魔法が最大の武器。その中でも、一の法「白の芸術（アルスワイス）」でエルフィ本人と見分けが付かないほどの高精度な分身体を多数作り出し、全員で魔法を斉射する面攻撃や、分身が詠唱を引き継ぎ攻撃されても即座に詠唱を繋げられる「継承詠唱」により、強敵との戦闘中でも超長文詠唱を妨げられる事無く行使できるスタイルが強味。
その天才性と類まれな美貌により、学院では「聖女」と崇められ、人気を博している。だがその本当の姿は、常に大好きなウィルの事しか考えていない恋愛脳かつ、放っておくとひたすら自堕落な生活を送る「怠惰の権化」であり、外面と内面の余りの落差に「聖女の皮をかぶった不真面目至高の五杖」などの綽名を付けられたダメ人間。二度寝・三度寝は当たり前、外出もなかなかしない、部屋では面倒くさいと服すら着ずに全裸で過ごそうとし、側近に怒られたこともある。
完璧な外面とダメ人間な内面とは異なり、魔法に関しては一切偽りがなく、超越的な実力を持つ。わずか2歳にしてオリジナル魔法「白の芸術」を編み出したのを始め、魔法に関しての逸話には事欠かない。幼少期に暴走した魔造兵器に襲われた際、ウィルの魔法によって命を救われており、彼が本当はすごいという事を知っている数少ない人物。それゆえに、約束が果たされることを疑っていなかった。どういう手段を用いたか、学院でのウィルの行動を塔に居ながらにして知っており、いつも塔の上から彼を見ている。おそらくは、自身の代わりに目になるようなものを学院に配置しているのではと考えられる。

### リガーデン魔法学院
コレット・ロワール
声 - 天野聡美
種族はリザンス。ウィルの同級生で、初期の頃は唯一の友人だった。初恋相手はウィルであり、彼の心を独占するエルファリアの事が嫌い。かつて至高の五杖を輩出したが、今は没落している土魔法の名家「ロワール家」の正統後継者。一年生の頃は荒んでおり、濁った目とぼさぼさの髪型で身嗜みを一切気にせず近づく者全てを拒絶しており、今とはまるで正反対の姿だった。その当時の事件を経てウィルと友達となり、彼に影響を受けて身嗜みを整えるようになり言動や振る舞いも変化。明るく優しくて人当たりの良い、今のコレットの姿となった。
卒業後、塔では土の派閥に所属する。老人比率が非常に高い土の派閥にあって念願の若い加入者であるだけでなく、名門ロワール家の正当後継者でもあるため、姫君として扱われて内心辟易している。
シオン・アルスター
声 - 水中雅章、松岡美里（幼少期）
種族はリザンス。物語の最初の頃にウィルをいじめていた同級生。プライドが高く無能者であるウィルを見下していたが、ダンジョンで絶体絶命の危機に陥った際に彼に救われ、自身の眼前で行われた超人的な近接戦闘を目の当たりにしたことで、内心ではライバル視するようになる。実はコレットの事が好きだが、ウィルしか目に入ってない彼女からはそもそも異性として見られていない上に、以前ウィルを虐めていたせいであまり信頼もされていないため、ぎこちなくアプローチしても空回りしている。卒業後、塔では炎の派閥に所属する。
ユリウス・レインバーグ
声 - 柿原徹也
種族はリザンス。魔法学院の六年生で、トップクラスの実力を持つトップスリーの一角である優等生。ナルシスト気味で捻くれており、自分より劣るものを見下す鼻持ちならない人物。無能者であるウィルの事は、特に見下していた。氷姫の後継者を目指している。今まで多くの者が挑戦しながらも挫折した、氷姫のオリジナル魔法である一の法「白の芸術」を未熟ながらでも発動できた初めての魔導士で、氷の派閥からはその才能に期待されていた。
今の捻くれた性格は、幼少時にお付きのメイド相手の初恋に破れた（そもそも年齢差があり過ぎて無理筋）ことが原因で、それ以降悪ぶるようになり捻じ曲がっていった。だが、本来はとても優しく面倒見が良い性格だった。ウィルと関わるようになってそれが次第に表に出るようになり、なんだかんだとウィルのサポートを行い友人と呼べる間柄になっていくが、その憎まれ口だけはずっと変わっていない。卒業後、塔では氷の派閥に所属する。
派閥の内偵中、幼馴染であるエマの異変に気付いたためシェイドに操られたエマの手で殺害されたが、彼の死体を見たウィルは犯人の痕跡以外にも死体が白の芸術で偽装されたものである事に気付いていた。襲われた際にエマによって瀕死の重傷を負わされたが、窮地に駆けつけたアイリス達によって治療され一命を取り留める。その後は氷の派閥内の幹部陣によって生存が隠蔽され、破滅の書の暗躍に対するカウンターとして裏で動いていた。破滅の書が塔を落とす計画を遂行するため決起し、塔の第一階節内で大規模なテロと戦闘が発生した最中、彼らの切り札である魔法発動を無効化する特殊結界魔法陣「魔の狩場（スレイム・マグラン）」を発動させ魔道士全員が窮地に陥った際に姿を現し、対「魔導士殺し」装備「反魔狩（アンチ・スレイム）」によって窮地を巻き返した。
リアーナ・オーウェンザウス
声 - Lynn
種族はリザンス。魔法学院の六年生で、トップクラスの実力を持つトップスリーの一角である優等生。優れた容姿を持ち学年首席でもあるため、完璧才女（ミス・パーフェクト）の異名で呼ばれる。しかし、非常に大食いだったりその行動には天然なところがあったりと、ちょっと抜けた一面もある。学年最優秀の成績を収めながらも、最上級生である6年生までずっと学院に残っていた生徒は塔に選ばれなかった「売れ残り」で「劣る者」であるという劣等感を抱えていた。
オーウェンザウス家は騎士の家系で、魔導士でありながら白兵戦魔法による近接戦闘に長け、他の魔導士の「盾」となってきた。だがその戦い方が原因で短命に終わる者が多く、没落しつつある家だった。彼女の目的は家の没落を防ぐことで、そのためには至高の五杖さえ目指すと口にしていた。卒業後、塔では雷の派閥に所属する。
10年前に優秀だった姉が戦死している。家に残る唯一の子供であるため嫡子なのだが、実家では碧眼持ち（本来彼女の一族は全員雷光の色を瞳に灯す）の「劣等者」として、実の親にさえ失望されて何をしても認められず軽く扱われていた。優秀であるのに自分に自信が持てず、劣等感を抱えてすぐ自虐するという彼女の悪癖はその生い立ちのせい。そんな中唯一彼女の味方をしてくれた祖母が心の支えであり、家の再興を志すのも祖母のためであった。
訓練で疲れ果てて男子シャワールームと気付かず誤って入っていた所を庇われたり、自分の辛い過去を話したこと、シェイドとの戦いでタッグを組んで互いの戦闘スタイルの相性が良いことが判った事などを機に、ウィルへの距離が急速に縮まってきている。
イグノール・リンドール
声 - 河西健吾
種族はエルフ。魔法学院の六年生で、トップクラスの実力を持つトップスリーの一角である優等生。風魔法と幻想魔法を操る。王族傍系のリンドール家出身。他種族に対して高慢で排他的な典型的エルフとして登場し、種族の慣習として自身が認めた者以外が肌に触れる事を許さないため、当初は迷宮に挑む同じPTメンバーからの握手や、怪我の治療すら拒絶した。
リザンスからするととても優秀な魔法使いであるが、エルフなら誰でも扱えるはずの幻想魔法を上手く扱えず（本来幻想を実体化させる魔法だが、イグノールのものはただの幻影）、同族からは面汚し・無能として蔑まれてきた。エルフの王女にして至高の五杖であるエルノールの乳兄弟だったが、無能さゆえに彼女と引き離され、それでも塔で再会することを胸に歩み続けてきた。この境遇はウィルとかなり似ており、どれほどの逆境でも諦めない姿に影響されて、不完全だった幻想魔法を克服。ウィルを尊敬に値する戦士として認め友人となる。
卒業後、塔では妖聖の派閥に所属する。しかし、配属初日に派閥のエルフ全員から落ちこぼれ扱いで威圧されて、圧迫面接さながらにエルノールと謁見する地獄を味わい、さらに彼女から直々に調教の首輪を付けられてしまう。その後の彼の描写はギャグ方向に振られており、エルノールと側近二人の本当は愉快な内面が明かされる際には大体酷い目にあっている。
アイリス・X・ステラマリス
声 - 大久保瑠美
表向きはリガーデン魔法学院の四年生ということになっているが、実際は「発掘機関（ウォッチャー）」の一員。身分を隠して、「アイリス・チャーチル」という偽名で学院に通っている。頑張っている人が好みであり、ウィルにも好意を持っている節がある。そのため彼の身柄を取り合ってエルフィといがみ合っている。貴重な光属性の魔導士で光の派閥所属。緊急時に光皇アロンから権限を移譲されるなど、所属構成員の殆どが不明な光の派閥にあって表立って活動している数少ない人物でもある。
キキ
声 - いなせあおい
ウィルの使い魔。作製者はワークナーで、一人で色々と無茶をしたり迷宮に潜るウィルを見守る（監視する）ために、傍に付けた。
ゴードン・バレー
声 - 浦和希
リリール・マース
声 - 大野智敬
ルナイス・アレート
声 - 高橋伸也
ジョルア・モレーン
声 - 田丸篤志
ロスティ・ナウマン
声 - ???
ウィルのルームメイトで、エルファリアを思わせるほど彼に強い愛情を抱いている男子生徒。腕のいい魔工師で、ウィルに魔道具を提供していた。水や氷の魔法を使える。ウィルの魔法について知っている節があり、どうしてウィルにそこまでべったりなのかを含めて、謎を抱えた存在。
『境界祭』の事件でウィルを強大な魔物「ディヴェンデ」から庇って「魔導士殺し」に貫かれ、魔法が消されるような描写で消滅し、確実に死亡したはずだった。しかし、卒業式の日についに塔に登ることとなったウィルを、無傷の状態で学院の壁の上から見守っていた。ウィルが塔に登ってからは役目を終えたかのように登場しなくなる。
ロゼ・プレナント
声 - 河瀬茉希
コレットの友人である魔法学院六年生の少女で、土魔法の使い手。祖父が土の派閥に所属しており、コレットをそこへと導くのが入学した時から彼女に与えられた役割であった。今ではその件とは関係なく彼女の事が大好きであり、親友として接している。ただ出会った当初の荒れていたコレットは嫌いだったらしく、過去の話をした際にはコレットに魔法で脅された事があるような描写もあった。卒業後、塔ではコレットと共に土の派閥に所属する。
エマ・クレバー
声 - 鈴代紗弓
ウィルたちと同期のリガーデン魔法学院の女生徒。卒業後は風の派閥に所属。ユリウスの幼馴染であり、特定の花に触れると肌が爛れ呪いの様に芽が生える「花蝕症」という体質。過去に弟を犠牲にした何らかの出来事があり、その心傷による隙に付け込まれて傀儡魔法に掛かりシェイドの操り人形にされていた。体質で触れられないはずのベラドールの花束を、症状を発生させながらも抱えていた姿に「違和感」を持ったユリウスが、彼女を問い詰めた事が事件に繋がった。
ワークナー・ノーグラム
声 - 関智一
魔法生物学を担当する魔法学院教師で、学院での数少ないウィルの理解者。ウィルの本来の魔法を含め、彼に関する多くの事を知っているらしいが、なんらかの制約があるのか、それらをウィルに教えることはなかった。致命傷を受けて一度命を落としても、鼓動が再開すれば蘇る不死身同然の肉体を持っていることや、ウィルに関する事柄も含め、謎が多い人物。
エドワルド・セルフェンス
声 - 遊佐浩二
闇魔法学と魔源学史を担当する、魔法学院教師。闇の派閥の到達者として、至高の五杖に手をかける寸前にまで至ったことがある上級魔導士。だが結局は最後の最後で夢破れて塔を去り、後に教師となった。そのため塔の事を「杖の墓場」とまで言う。ウィルに対して特に辛辣で非常に嫌味な人物であるが、それはこのまま進めば彼に挫折と絶望が待ち受けるだろうと思っての事。実際は生徒想いな教師であり、ウィルにことさらに辛くあたるのも、全てはかつての自分と同じ末路を辿らせないために、違う道を選ばせようとしていたため。これにより、自身が嫌われたり憎まれたりするのを厭わなかったゆえの態度だった。卒業式で「剣」の魔法を示して、塔に上がる彼を見送った。
エリザ・ノスフェラート
声 - 小清水亜美
ワークナーやエドワルドと同じくリガーデン魔法学院の女教師。美人だが目の周りに隈がある。コミックに収録されているQ＆Aで彼女が吸血種である事を仄めかす描写があり、ワークナーの血を吸いつくして永遠の眷属にしてしまえば良かったと考えている記述がある。
コルドロン・アヌーブ
声 - 鈴木れい子
リガーデン魔法学院の校長を務める老女。魔法を使えない無能者たるウィルの在学を認め、彼の成長を楽しんでいる。
実は校長の姿は老化魔法によって加齢して作られた外見であり、本来の姿は妙齢（に見える）の美女。魔法によって老衰を克服しており、不老の魔女とも呼ばれる。塔内では本来の姿で過ごし、どこにも所属せず真名である鉄槌の魔女「ケリドウェン」と名乗っている。
校長としては炎と水の魔法しか見せていないが、本来は光を除く全属性（6属性）の複数属性者（ムルトス）。ウィルの「剣」の魔法の事についても最初から知っている人物で、「剣」の本来の担当であるフィンを差し置いて、ウィルを学院に所属させて育てていた。クレイルウィの師匠。

### 魔法使いの塔（メルセデス・カウリス）
クレイルウィ・セラ
塔の上級魔導士。どの派閥にも属しておらず、「調停者」と呼ばれる。ワークナーやエドワルドと同期で、学生時代は三人一組の問題児小隊として扱われていた。三種類の魔法を扱う複数属性者。ケリドウェンの弟子。境界祭で司会進行を務めていたが、突如魔物が召喚され襲撃してきたため、塔の上級魔導士達を指揮して戦った。
今年、塔へ登ってきたウィル達「過酷の世代」への説明会にて、境界祭襲撃事件において内部から塔の門が開かれた痕跡がある事、裏切り者が塔内部に存在する事を明かし、各派閥の内部調査を行う極秘の「勅令」を与える。この理由は、塔の門は登録された上級魔導士にしか開けないためで、今年登ってきたばかりの世代は全員対象外となるため。こうした表向きの説明をウィル達に行っていたが、実際はこの世代の中にも既に破滅の書の手先が混じっている事を察しており、こうした内定調査を行っているといった情報を各派閥へ意図的に流布していた。これらはアロンが描いた絵図であり、これに沿って塔内に多数存在するだろう破滅の書のスパイ全てを炙り出すことが目的だった。
キャリオット・インスティア・ワイズマン
声 - 福山潤
炎の派閥を率いる「炎帝の杖（インスティア・バルハム）」と呼ばれる至高の五杖の青年。クレイルウィやワークナー達の後輩。糸目で、常に笑顔を浮かべている。アロンが迷宮探索を行っている間、代理として至高の五杖のまとめ役を務めている。プロフィールによると、エルファリア達から胡散臭そうで友達が居ないと思われているが、先輩であるワークナー達からするとそれはどうやら事実である模様。
ゼオ・トルゼウス・ラインボルト
声 - 古川慎
雷の派閥を率いる「雷公の杖（トルゼウス・ファッジ）」と呼ばれる至高の五杖の青年。魔導士の中でも異色なほど筋肉質な身体を持ち、上半身は素肌にジャケットを纏っているだけと野蛮な雰囲気の人物。プロフィールによると、元ストリート・チルドレンである模様。高い戦闘センスに、魔法や技術を奪う天賦の才を持っており、エルファリア同様にまともな就任過程を経ずして至高の五杖に付いている。欲に鎖は繋がないという自身の掟を持ち、欲しいものは我慢せず奪うため、塔の多くの魔導士から「蛮族」だとか理不尽な存在だとか認識されている。
派閥の長だけあってほぼ全ての雷魔法を使えるが、魔導士でありながらドワーフ仕込みのステゴロ戦法の方を好み、その在り方は「剣」に近いとフィンに評される。魔力を垂れ流すだけで雷速で移動できるため、至高の五杖随一の魔法発動速度を誇るエルフィ相手でも、容易に懐に入れる。エルフの秘技である「並行詠唱」を盗んで自らのものとしており、エルファリアとの対決で使用した。
『塔』の派閥に選抜されるための『第二開祭（セカンド・ブルーム）』において、ケリドウェンの助力で会得した『想塡』で自らの力だけで魔法生物『ウォーズ・ウーズ』を倒したウィルに異議を申し立てるクロイツに対し、自ら彼を試す為に雷の下位魔法『閃雷の蛮族（ザルギア・サガ）』を放つ。それを『装填』で凌いでみせたウィルに派閥入りを許可したが、己の企みのために尚も異議を唱えたクロイツに「なら、お前も凌げるな」と脅しウィルの合格を認めさせた。だが、その後ウィルを氷の派閥から横取りしようとしたために怒り狂うエルファリアと対決することになる。互いに最上位魔法を放ちながらも相打ちで決着がつかず、最後は静観していたキャリオットとエルノールに止められた上に、アロンからジャンケンで決めよと告げられる。299戦引き分けの末に300戦目でグーを出して勝利。ウィルを雷の派閥に無理やり引き入れた。
エルノール・エルリーフ（リヨス）・アールヴ
声 - 雨宮天
妖聖の派閥を率いる「妖聖の杖（エルリーフ・カナン）」と呼ばれる至高の五杖のハイエルフの少女。74歳（人に置き換えると約15歳）とかなり若い。エルフの王女として高慢さと排他性を前面に出しており、他種族とは相いれないという態度を崩さない。常に側近であるフィルヴィスとレフィーヤを侍らせており、乳兄弟のイグノールに対して非常に厳しい態度をとる。
普段は笑顔の一つも浮かべず常に冷徹な表情と厳しい言動が目立つが、側近二人とのやり取りで時折漫才のような展開を見せることがあったり、周りに気づかれないように微かに笑みを浮かべている事があったりと、本性を隠して王女という仮面を被っていると思わせる描写がある。過去にエルフィと戦って敗北しており、彼女の事を馬鹿女や怠惰女と呼んで常に喧嘩腰に対応しているが、ゼオとエルフィが戦って彼女が押されていた際には非常に不機嫌になっていた。
乳兄弟のイグノールが派閥に所属した初日、とてつもない圧をかけながら謁見を行い、彼に調教するための首輪を下賜。逃げられると思うなよお兄様と、嗜虐的な表情を浮かべながら宣言した。ちなみにプロフィールによると、好きなものは乳兄弟と一緒に読んだ妖精物語群やリザンスの書いた書物全般（特に覆面作家リーファの恋愛小説）。あと塗りつぶされた誰かの人名。嫌いなものはイグノール以外の男、ゼオとキャリオット、ドワーフとあり、彼女の本心について色々と察せられるものがある。
なお、原作者の大森藤ノの別作品「ダンジョンに出会いを求めるのは間違っているだろうか」にもハイエルフのリヴェリア・リヨス・アールヴが登場しているが、エルノールとの関連性は不明。
アロン・マステリアス・オールドキング
声 - 大塚芳忠
光の派閥を率いる「光皇の杖（マステリアス・ノア）」と呼ばれる至高の五杖の王。144歳。厳めしい表情を常に浮かべる老人。至高の五杖の頂点として塔の上級魔導士達を纏める立場にあるが、フィンを伴って迷宮への遠征に赴き留守にしていることが多い模様。プロフィールによると、ゼオ以上の暴力、キャリオット以上の頭脳、エルノール以上の魔力、エルファリア以上の魔法技術を有するとある。ただしこれでも年齢により衰えている模様。ログウェルとの関係は塔で最も触れてはならないタブーとなっている。塔内に蠢く破滅の書の企みを暴くため、塔内の各派閥を含めたすべての魔導士に互いを監視させるような情報を流してあえて塔内に混乱を齎し、その混沌を俯瞰することで全てを暴き出す絵図を描いていた。
ログウェル
声 - 大塚明夫
キャリオットの副官を務める壮年の男性で、両目を包帯で覆っている。光皇アロンからは愚か者とも我が汚点とも呼ばれ、彼の両眼を抉ったのはアロンである模様。学院で教師をしていた過去があり、学生時代のクレイルウィ・ワークナー・エドワルド・キャリオットの先生だった模様。
フィン
声 - 田村睦心
原作者の大森藤ノの別作品である「ダンまち」の同名登場人物と、瓜二つな容姿を持つキャラクター。「インヴェス」という名もあるようだが、そちらで呼ばれるのを嫌っている。スター・システムによるものなのか、かの作品に関係しているのかは、今のところ不明。「光（フィン）の一族」と呼ばれる、魔法を使えない小人族ながら、ダンジョンに対する深い知識や見識を持ち、至高の五杖によるダンジョン探索の補佐に欠かせない人物である模様。
「魔女王メルセデス」と何らかの関わりがあるらしく、彼女と何らかの契約がある模様。「剣」に関する者を育てる役割を持っており、ウィルの事を「剣」と呼び、彼の前に度々姿を現して導くような行動をとる。
クロイツ・ハーロン
塔の第一階節「無色の庭（カラーレス・ガーデン）」を拠点とする上院の首長。どの派閥の色も付いていない制服を纏う（通称：白服）。クロイツ研究所を構えている。優秀ではあるが狂気的な絶対解剖信者であり、言動や行動含めてどうにもマッドサイエンティスト気味。ウィルを陥れて派閥に所属させず、その後で実験動物として切り開いて「魔剣」の秘密を探ろうと企んでいた。だが、その企みはウィルが辿り着いた「想填」とゼオによってあっさりと砕かれた。
塔において、基本的に戦闘職の白服はどの派閥にも属していない落ちこぼれ扱いされるが、第一階節は魔法研究の最前線でもあり、魔工師を始めとした研究・開発を主に行う非戦闘職の魔導士たちにとっては探求の楽園となる。そのため、派閥からの誘いを断る者が多い。クロイツもその類で、派閥の誘いを蹴り、多くの研究で貢献して、上院の首長にまで登り詰めた模様。
サリサ・アルフェルト
声 - 清水彩香
氷の派閥で、エルファリアの副官を務める上級魔導士。かつて派閥の到達者へあと一歩まで迫っており、エルファリアが現れるまでは次期氷姫の杖候補筆頭だった。夢破れた後は、一時エルファリアを恨んでいたらしいが、今ではその側近へと収まり、怠惰な彼女に代わって実質的に派閥を取り仕切っている苦労人。作中でも、事あるごとにエルファリアへツッコミを入れるなど結構雑な扱いをしているが、それが許されるほどに彼女から信頼もされている。
フィルヴィス・シャリア
声 - 金元寿子
エルノールの側近の一人。目元を覆う仮面を身に着けた、黒髪ロングの女性エルフ。仮面以外は、「ダンまち」の外伝『ソード・オラトリア』の同名キャラとそっくりの容姿を持つ。エルフ族の同族意識や選民思考を好んでおらず、ネクラの心にはしんどいとイグノールに明かした。
レフィーヤ・ウィリディス
声 - 木村珠莉
エルノールの側近の一人である女性エルフ。フィルヴィスとの掛け合いでエルノールを揶揄う事もある。フィルヴィスと二人で放つ結界魔法『ディオ・グレイル』は、エルファリアとゼオの決闘において使用された最上級魔法の激突による破壊すら防ぎ切った。「ダンまち」の外伝『ソード・オラトリア』で、髪を切った同名キャラとそっくりの容姿を持つ。実はフィルヴィス共々、イグノールの誇りを捨てて泥臭くとも歩む姿勢や、目上であろうと間違った意見には歯向かう気高き意志を高く評価していた。レフィーヤもフィルヴィスと同じくエルフ族の同族意識や選民思考を好んでおらず、プライドなんか捨てて皆仲良くすればいいのにと思っている。
ロッジ・ホランド
声 - 田丸篤志
炎の派閥に所属する、上級魔導士の青年。『魔導大祭』ではスカウトとして、優れた炎魔法を使用するシオンに注目していた。境界祭襲撃事件では、警備を担当していたが突然出現した『魔導士殺し』を装備したモンスターに魔法が効かず、胴を両断されて死亡する。

### 魔導の央都の住人
ドナン
声 - 杉崎亮
魔導の央都に住むドワーフの壮年男性で、ウィルと親しい。腕のいい鍛冶師でもあり、ウィルの剣《モリアの剣銀》を製作した。『境界祭』の事件の際に折れた《モリアの剣銀》に、フィンから（極秘裏に）提供された《双季（ウィスト）の宝玉》を加えて、新たな剣《ウィストの双銀》として作り直した。
ジーナ
声 - 八百屋杏
魔導の央都の場末にある『スラムランド・ストリート』の酒場【雌鳥と豆の木亭】を営む、女主人のドワーフ。苦学生のウィルを、給仕のアルバイトとして雇っている。

### その他
メルセデス
声 - 井上麻里奈
数百年前の人物で、偉大なる始祖として伝説に語られる魔女王。「全てはダンジョンから生まれる」と、世界へダンジョンの踏破を行うよう告げた。この世界の根幹に深く関わっている。黒の長髪を持ち、魔法陣が浮き出たような瞳をしている。フィンなどの回想に、黒髪の赤ん坊を抱いて登場しているほか、ウィルの記憶の起源となる奥底にも彼女が存在している。

### 破滅の書（ゴーティア）
マルゼ
声 - 岡本信彦
『破滅の書（ゴーティア）』の一員である、コートとマスクで顔を隠した男性魔導士。口が悪く、仲間である『首無し』にも容赦なく毒を吐く。ダンジョンや魔導の央都で、ウィルたちと敵対する。かなりの強者のようで、塔の上級魔導士でも一蹴されてしまう。ウィル達との最初の遭遇は、迷宮内で組織によって秘密裏に製造されていた「魔導士殺し」の存在を嗅ぎつけた光皇アロン達よりも先に、これを回収する任を帯びての作戦行動中だった。
首無し
声 - ???
『破滅の書（ゴーティア）』の一員である、呼び名の通り首から上が存在しない長身の魔導士で、性別や本名は不明。存在しない頭部の代わりに黒煙のようにも見えるものが常に滞留しており、他者の首を狩り集めるのが趣味。かつて魔女王が行使したという転移魔法を扱え、塔の上級魔導士でも容易に一蹴するほどの強者。言葉ではなく空中に煙を用いて文章を書き、仲間であるマルゼと意思疎通を図っている。空中に書く文章は、顔文字やスラングも混じったふざけた態度のものを多用し、対峙した者たちを嘲笑うかのような態度を崩さない。マルゼと共に行っていた作戦行動中に、ウィル達と遭遇する。
シェイド
『破滅の書（ゴーティア）』の一員である、全身に入れ墨のような紋様を刻んだ、長髪の女性。不気味な笑い声を上げながら、粗野な言葉遣いで話す。邪悪として禁術指定され、使い手が殲滅されたはずの傀儡魔法を継承する一族の生き残りである模様。ベラドールの花の香りを媒介に、トラウマを抉るなどして他者の精神を操る。学院の生徒のみならず、塔の内部にも多数の傀儡化した魔導士を潜入させていることが判明した。

## 用語
魔導の央都（ウルブ・リガーデン）

リガーデン魔法学院

種族

複数属性者（ムルトス）

至高の五杖（マギア・ヴェンデ）

魔法使いの塔（メルセデス・カウリス）

偽りの空
この世界を天上の侵略者から守っている大結界。天からの侵略者に脅かされていた古の時代、五人の魔法使いが立ち上がって侵略者を退け天を封印したもの。この結界のおかげで世界に平和が齎された。それから代々の至高の五杖がこの空を支えており、封印が解ければ世界は滅ぶと言われている。この結界があるためにこの世界に生きる者たちは本物の空を知らない。いつかその空を見に行こうとウィルとエルフィは約束している。
ダンジョン

天上の侵略者

破滅の書（ゴーティア）
「偽りの空」を破壊して「真実の空」を解放する（＝世界が滅ぶ）ことを標榜し、本編から十年前に魔導の央都を襲撃して当時の『至高の五杖』さえも殺害し、魔法世界全体を揺るがした大戦『滅臨の日（めつりんのひ）』を引き起こしたテロ組織。現在も闇で暗躍している。

## 書誌情報

### 漫画
- 大森藤ノ（原作）・青井聖（作画） 『杖と剣のウィストリア』 講談社〈講談社コミックス〉、既刊13巻（2025年7月9日現在）
  1. 2021年4月9日発売[10][11]、ISBN 978-4-06-522519-6
  2. 2021年8月6日発売[12]、ISBN 978-4-06-524474-6
  3. 2021年12月9日発売[13]、ISBN 978-4-06-526275-7
  4. 2022年4月8日発売[14]、ISBN 978-4-06-527520-7
  5. 2022年9月9日発売[15]、ISBN 978-4-06-529143-6
  6. 2023年1月6日発売[16]、ISBN 978-4-06-530335-1
  7. 2023年6月8日発売[17]、ISBN 978-4-06-531874-4
  8. 2023年10月6日発売[18]、ISBN 978-4-06-533145-3
  9. 2024年2月8日発売[2][19]、ISBN 978-4-06-534548-1
  10. 2024年6月7日発売[20]、ISBN 978-4-06-535800-9
  11. 2024年11月8日発売[21]、ISBN 978-4-06-537045-2
  12. 2025年3月7日発売[22]、ISBN 978-4-06-538727-6
  13. 2025年7月9日発売[23]、ISBN 978-4-06-539994-1

### 小説
- 大森藤ノ（著）・夕薙（イラスト） 『杖と剣のウィストリア グリモアクタ -始まりの涙-』 SBクリエイティブ〈GA文庫〉、2024年7月31日第一刷初版発行（2024年7月14日発売[4]）、ISBN 978-4-8156-2639-6

## テレビアニメ
第1期は2024年7月から9月までTBS系列にて放送された。同系列では第3話放送の翌週7月28日に特別番組『TVアニメ『杖と剣のウィストリア』まだ間に合う！杖と剣の最高No.1特番』が放送された。ナレーションは宣伝大使を務めるぱーてぃーちゃんの信子と金子きょんちぃ。
第2期は第1期終了後に制作が発表された。2026年に放送予定。

### スタッフ
- 原作 - 大森藤ノ[2]
- 漫画 - 青井聖[2]
- 監督・シリーズ構成・脚本 - 𠮷原達矢[2]
- キャラクターデザイン・総作画監督 - 小野早香[2]
- モンスターデザイン - 須永賴太[2]、原田喜朗[2]、あきづきりょう[2]
- プロップデザイン - あきづきりょう
- 色彩設計 - 中野尚美[2]
- 美術監督 - 前田有紀[2]
- 美術監修 - 東潤一
- 美術設定 - スタジオイースター（深井亮太、金斌達、鈴木亮輔、伊藤瞳）
- 撮影監督 - 大槻綾子[2]
- CG監督 - 安部保仁[2]
- 編集 - 吉武将人
- 音響監督 - 森下広人[2]
- 音響 - 神南スタジオ[2]
- 音楽 - 林ゆうき[2]
- 音楽プロデュース - ランティス[2]
- 音楽プロデューサー - 十河大和
- 音楽ディレクター - 白取瑞樹
- プロデューサー - 青山勝樹、大和雅恵、須藤孝太郎
- アニメーションプロデューサー - 峯岸功、森永千絵子
- アニメーション制作 - アクタス×バンダイナムコピクチャーズ[2]
- 製作 - 「杖と剣のウィストリア」製作委員会（バンダイナムコフィルムワークス、講談社、TBSテレビ、クランチロール、バンダイナムコミュージックライブ）

### 主題歌
両曲とも、作曲は堀江晶太。
「Fire and Fear」
PENGUIN RESEARCHによる第1期オープニングテーマ。作詞は堀江、編曲は堀江とPENGUIN RESEARCH。
「フローズン」
TRUEによる第1期エンディングテーマ。作詞は唐沢美帆、編曲は岡村大輔と堀江。

### 各話リスト
| 第一話   | 一振りの剣のように | 𠮷原達矢          | 𠮷原達矢 吉本雅一   | 伊藤岳史 小島えり 阿部宗孝                                                                         | 2024年 7月7日 |
| 第二話   | 不屈のごとく       | 臼井貴彦 椅子汰   | 臼井貴彦            | 高橋晃 髙見明男 楊鋭 王世林 謝佳佳                                                                 | 7月14日       |
| 第三話   | Order & Watcher    | 種村綾隆          | 種村綾隆            | 北條真純 小島えり 普津澤時ヱ門 王世林 謝佳佳                                                       | 7月21日       |
| 第四話   | 大祭前夜           | 池田成            | 小島隆史            | 稲垣茉莉子                                                                                         | 8月4日        |
| 第五話   | 号砲を上げよ       | 安部保仁          | 安部保仁            | 高橋晃 髙見明男 米山浩平 尾崎正幸 王世林 謝佳佳 陳婷婷                                             | 8月11日       |
| 第六話   | 矜持と熱情の間     | 中野英明          | 中野英明            | 北條真純 普津澤時ヱ門 実原登 陳婷婷 小脑警长 伊藤岳史                                              | 8月18日       |
| 第七話   | 十二の氷秘法       | 臼井貴彦          | 臼井貴彦            | 髙見明男 高橋晃 南原孝衣子 平岡雅樹 加瀬幸治 葛运祎 茅奕悦 杨中英                                  | 8月25日       |
| 第八話   | Shall we date?     | 榎田敬宏          | 榎田敬宏            | 黄鶴亭 陳晟 寒冬一击 謝佳佳 吳桐 王壹凡 李欣然 五角 方滿 謝小龍 王潤雨 北條真純                    | 9月1日        |
| 第九話   | 実習開始           | 土上いつき        | 小島隆史            | 高橋晃 髙見明男 米山浩平 尾崎正幸 王世林 葛歡 葛運祎 何文                                          | 9月8日        |
| 第十話   | ボクたちのユメ     | 𠮷原達矢          | 吉本雅一            | 小島えり 伊藤岳史 李欣然 Song Hyun-joo Baek Yeonju Lee Sung-Hi BAE JEEUN Choi Eunyoung KIM JEONGIM | 9月15日       |
| 第十一話 | 臆病者の真名       | 田中宏紀          | 高田昌宏 水野健太郎 | 高橋晃 髙見明男 米山浩平 尾崎正幸 平岡雅樹 田村万有 侯松岑 昊美欣 茅奕悦 陈岭 何文                 | 9月22日       |
| 第十二話 | 杖と剣             | 中野英明 臼井貴彦 | 中野英明 臼井貴彦   | 伊藤岳史 岩岡優子 北條真純 普津澤時ヱ門 李柱學                                                     | 9月29日       |

### 放送局
| 放送期間               | 放送時間                     | 放送局                                  | 対象地域 | 備考                                 |
| ---------------------- | ---------------------------- | --------------------------------------- | -------- | ------------------------------------ |
| 2024年7月7日 - 9月29日 | 日曜 16:30 - 17:00           | TBSテレビ（製作参加）ほか TBS系列全28局 | 日本国内 | 字幕放送                             |
| 2024年7月9日 - 10月1日 | 火曜 21:00 - 21:30           | AT-X                                    | 日本全域 | CS放送 / 字幕放送 / リピート放送あり |
| 2024年7月17日 -        | 水曜 0:00 - 0:30（火曜深夜） | BS日テレ                                | 日本全域 | BS放送 / 『アニメにむちゅ〜』枠      |

| 配信開始日    | 配信時間                | 配信サイト | 備考           |
| ------------- | ----------------------- | --- | -------------- |
| 2024年7月7日  | 日曜 17:30 更新         | Prime Video ABEMAプレミアム dアニメストア U-NEXT アニメ放題 DMM TV アニメタイムズ （Amazon Prime Videoチャンネル）      | 見放題配信     |
| 2024年7月12日 | 金曜 17:30 以降順次更新 | Netflix Disney+ バンダイチャンネル Hulu J:COM STREAM TELASA milplus見放題パックプライム auスマートパスプレミアム Lemino | 見放題配信     |
|               |                         | Prime Video バンダイチャンネル ビデオマーケット music.jp カンテレドーガ J:COM STREAM TELASA milplus                     | 都度課金配信   |
|               | 金曜 17:30 更新         | TVer TBS FREE | 見逃し無料配信 |
|               | 金曜 22:00 更新         | ABEMA | 見逃し無料配信 |

### BD
| 巻 | 発売日         | 収録話            | 規格品番  |
| -- | -------------- | ----------------- | --------- |
| 上 | 2024年11月27日 | 第一話 - 第六話   | BCXA-1961 |
| 下 | 2025年2月26日  | 第七話 - 第十二話 | BCXA-1962 |

| TBS系列 日曜 16:30 - 17:00 | TBS系列 日曜 16:30 - 17:00     | TBS系列 日曜 16:30 - 17:00          |
| 前番組                     | 番組名                         | 次番組                              |
| -------------------------- | ------------------------------ | ----------------------------------- |
| 戦隊大失格 （第1期）       | 杖と剣のウィストリア （第1期） | 七つの大罪 黙示録の四騎士 （第2期） |